# Adel El Fakir
 (juin 2024).
L'article doit être relu — et modifié si nécessaire — par des contributeurs indépendants pour apporter un regard critique aux contributions effectuées en violation des conditions d'utilisation de Wikipédia, tant sur la forme (notamment concernant le style encyclopédique, la proportionnalité) que sur le fond (la neutralité de point de vue, la qualité et l'indépendance des sources).
 (juin 2024).
Pour le joueur français de rugby à XV, voir Zakaria El Fakir.
Adel El Fakir, (en arabe عادل الفقير), né le 1er janvier 1973 à Rabat, est un chef d’entreprise marocain. Le 1er juin 2024, il est nommé  par Sa Majesté le Roi Mohammed VI, Directeur Général de l'Office National des Aéroports -ONDA.

## Formation
Adel El Fakir est titulaire d'un Master de l'Institut Marocain de Commerce et de Gestion (ISCAE) ainsi que d'un DESS en études marketing de l’Université des Sciences Sociales de Toulouse et d’un MBA de l'École des Ponts ParisTech,,.

## Débuts
Avant d’être nommé à la tête de l’ONMT, il était directeur de la régie publicitaire du groupe de radiodiffusion publique du royaume – SNRT - un poste qu’il a occupé pendant 5 ans.
Il a été auparavant directeur général adjoint d'Atlas Bottling Company, l'embouteilleur de Coca-Cola pour les régions du nord du Maroc. Il a également occupé le poste de directeur régional du marketing pour l'Afrique du Nord et l'Afrique équatoriale chez The Coca-Cola Company.

## ONDA
Le Souverain a nommé Adel El Fakir, Directeur Général de l’Office national des Aéroports (ONDA) le 1er juin 2024. L’ONDA est un office stratégique de l’Économie du Maroc. Les aéroports jouant un rôle pilier fondamental des activités économiques et touristiques du pays.

## Tourisme
À la tête de l'ONMT, entre juin 2018 et juin 2024, il a eu pour mission de promouvoir la marque touristique Maroc. Il est pour cela sur tous les fronts pour assurer le rayonnement du pays non seulement au Maroc mais aussi et surtout à l’international. Son ambition étant de positionner le pays sur l’échiquier mondiale et de le propulser parmi les destinations touristiques internationales les plus inspirantes et les plus privilégiées
En 2022, il lance la campagne de communication « Terre de Lumière » pour la marque touristique Maroc. 
Une campagne qui sera pour la première fois déployée de manière simultanée dans 20 paysde par le monde. Une campagne distinguée comme meilleure campagne destination en Espagne par le magazine El Razon en juin 2022 et en France par le magazine spécialisé TourMag en janvier 2023.

## Distinction
Adel El Fakir a été élu « Personnalité de l’Année du secteur du tourisme » en 2020 par la Confédération Nationale du Tourisme et le média spécialisé Tourisma Post.
En mai 2023, il est classé par le magazine Forbes dans le TOP 20 des personnalités leaders du Tourisme et du Voyage pour la région Moyen-Orient et Afrique du Nord.

## Vie privée
Adel El Fakir est marié, père de trois enfants et vit à Casablanca.